# Hämäläinen (patronyme)
Pour les articles homonymes, voir Hämäläinen.
Hämäläinen (parfois orthographié Hamalainen) est un nom originaire de Finlande, et qui signifie « Tavastien » en finnois (du mot hämäläinen, Tavastien, dérivé de Häme, la province finlandaise de Tavastie, décliné hämälä et adjectivé avec -inen, -ien). C'est le sixième patronyme le plus fréquent en Finlande avec 19 399 Hämäläinen enregistrés en 2010 par l'office du recensement.